# Золотокіс ангольський
Золотокіс ангольський (Cossypha heinrichi) — вид горобцеподібних птахів родини мухоловкових (Muscicapidae). Мешкає в Анголі та Демократичній Республіці Конго. Вид був названий на честь Герда Хайнріха, німецького орнітолога, який знашов голотип птаха в 1954 році.

## Опис
Довжина птаха становить 22-23 см, вага 56-69 г. Голова і шия білі, що вирізняє ангольського золотокоса з-поміж інших африканських мухоловок. Спина оливково-коричнева з сірим відтінком, надхвістя рудувате. Хвіст рудий, центральні рульові пера чорні. Махові і покривні пера хвоста бурі, з оливково-коричневими краями. Нижні покривні пера сірі. Нижня частина тіла рудувато-каштанова. Дзьоб чорний, лапи темно-сірі. У молодих птахів голова і груди охристо-коричневі, на спині рудувато-охристі плями. Нижня частина тіла коричнювата, лапи коричнево-сірі.

## Поширення і екологія
Птах відомий з двох місць на півночі Анголи, включно з типовим місцезнаходженням приблизно в 30 км на північ від Каландули. Також ангольського золотокоса спостерігали в ДР Конго, в лісовому заказнику Бомбо-Люмен . В Анголі птах мешкає в підліску галерейних лісів на висоті 1250 м над рівнем моря, іноді трапляється в саванах. В ДР Конго ангольский золотокіс живе в підліску тропічного лісу.

## Поведінка
Ангольські золотокоси харчуються комахами та іншими безхребетними, яких вони ловлять на землі та в польоті. Пісня являє собою серію посвистів, які на початку тихі, а згодом стають гучнішими. Часто розмахує хвостом. В Анголі, за спостереженнями, сезон розмноження охоплює лютий, жовтень і листопад. У Демократичній Республіці Конго він розмножується з вересня по листопад.

## Збереження
МСОП вважає цей вид вразливим. Популяцію ангольських золотокосів оцінюють в 6000-15000 птахів. Їм загрожує знищення природного середовища.